# Mats Carlsson (TV-profil)
Mats Bengt Gustav “Matte” Carlsson, född 10 april 1974 i Surahammar, är en svensk snickare och TV-profil. Han är mest känd för sin medverkan programmet Bygglov som programledare tillsammans med Willy Björkman m.fl. Han har även deltagit i programmet Let's Dance 2008, varit med i stjärnornas hoppning under Stockholms international horse show 2008 då han segrade samt 2009 då han kom näst sist, och i Kändishoppet 2013. Under 2010 och 2011 har han kört i Porsche GT3 Cup Challange och Porsche GT3 Cup Endurace med en Porsche 911 för Flash Engineering. Han har dessutom kört i Porsche Carrera Cup Scandinavia under 2010 och 2011.
Som snickare har han medverkat i att renovera flera av Sveriges största restauranger och nattklubbar.[källa behövs]